# Alfred Fowler

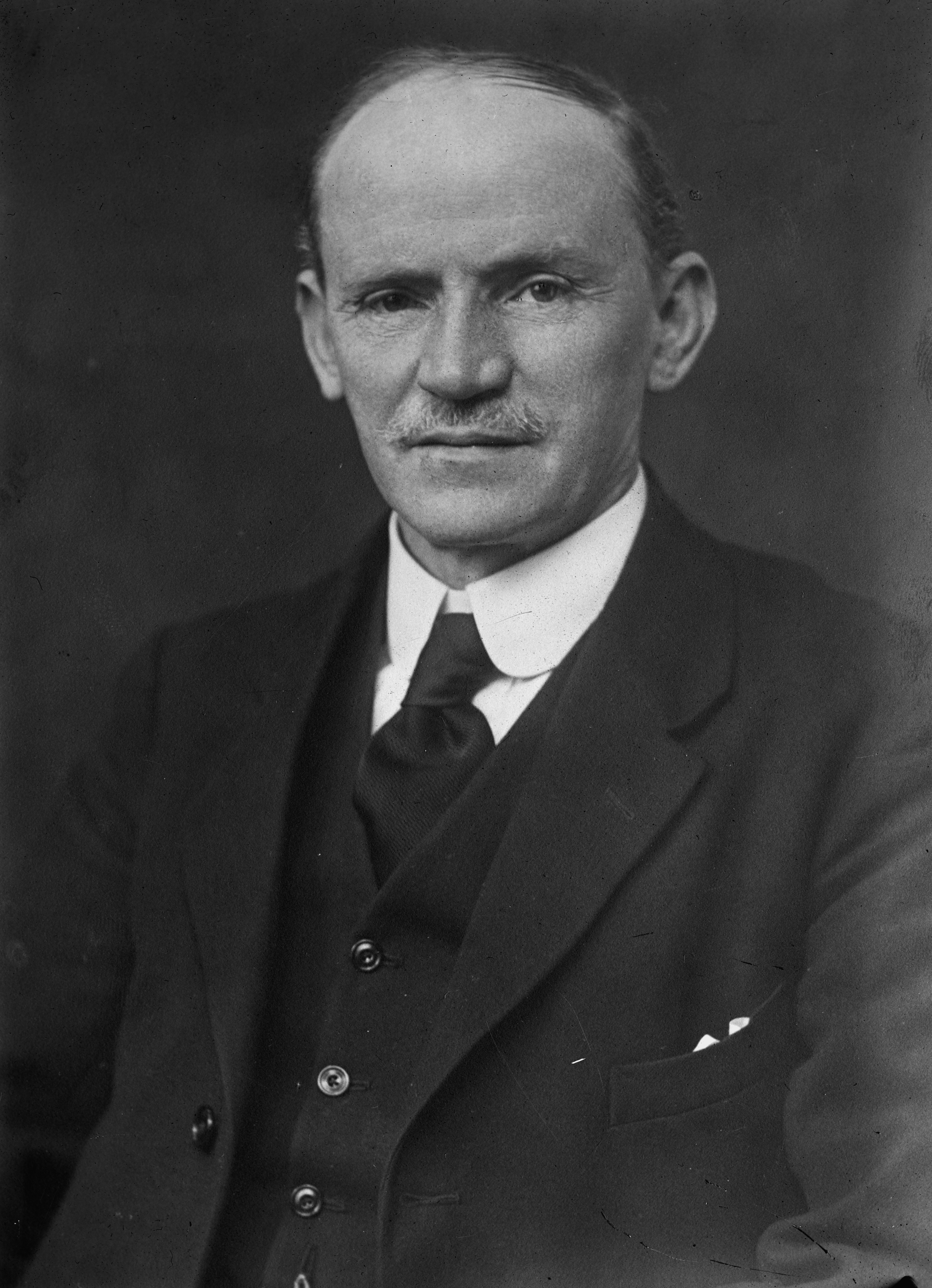
Alfred Fowler

Alfred Fowler, CBE (* 22. März 1868 in Wilsden, Yorkshire; † 24. Juni 1940 in Ealing, Middlesex) war ein britischer Astronom.
Fowler arbeitete auf dem Gebiet der Spektroskopie. Als einer der ersten stellte er fest, dass die Temperatur der Sonnenflecken geringer ist als diejenige in den umgebenden Regionen.
1914 erhielt er die Goldmedaille der Royal Astronomical Society. 1910 wurde er als Mitglied („Fellow“) in die Royal Society gewählt, die ihm 1918 die Royal Medal verlieh. 1920 wurde er mit der Henry Draper Medal und 1934 mit der Bruce Medal ausgezeichnet. 1935 erhielt er den Commander (CBE) des Order of the British Empire. Seit 1920 war er korrespondierendes Mitglied der Académie des sciences in Paris und seit 1938 der National Academy of Sciences. 1970 wurde der Mondkrater Fowler nach ihm und Ralph Howard Fowler benannt. 2007 wurde der Asteroid (11765) Alfredfowler nach ihm benannt.